# Bob Royer
Robert Dee Royer, detto Bob (15 ottobre 1927 – Lafayette, 30 maggio 1973), è stato un cestista statunitense, professionista nella NBA.

## Carriera
Venne selezionato dai Providence Steamrollers nel Draft BAA 1949.